# سوزان وليامز (عالمة الأحياء البحرية)
سوزان وليامز (بالإنجليزية: Susan L. Williams)‏ هي عالمة الأحياء البحرية أمريكية، ولدت في 24 أغسطس 1954، وتوفيت في 24 أبريل 2018 في California State Route 116 ‏ في الولايات المتحدة بسبب حادث مرور.

## وصلات خارجية
- الموقع الرسمي